# Hans-Olof von Feilitzen
Hans-Olof Ivarsson von Feilitzen, född 13 januari 1917 i Solna församling, Stockholms län, död 4 juni 2006 i Fröslunda församling, Uppsala län, var en svensk arkitekt.
Hans-Olof von Feilitzen, som var son till major Ivar von Feilitzen och Matilda Nygren, utexaminerades från Kungliga Tekniska högskolan 1947. Efter en kortare anställning på John Åkerlunds arkitektkontor var han anställd på Curt Laudons arkitektkontor från 1947. Han var styrelseledamot i Sveriges filmamatörers riksförbund 1956–1960. Han företog studieresor till Tyskland, Italien och Schweiz.